# ویوین مرچنت
ویوین مرچنت (انگلیسی: Vivien Merchant; ۲۲ ژوئیهٔ ۱۹۲۹ – ۳ اکتبر ۱۹۸۲) هنرپیشه اهل بریتانیا بود.
از فیلم‌هایی که وی در آن نقش داشته‌است، می‌توان به الفی و دادگاه جزا اشاره کرد.